# براتشان (طالقان)
براتشان هي قرية في مقاطعة طالقان، إيران. يقدر عدد سكانها بـ 378 نسمة بحسب إحصاء 2016.